# Fernando Coutinho (8.º marechal de Portugal)
Fernando Coutinho (c. 1530 — 1565) foi o 8.º marechal de Portugal, alcaide-mor de Pinhel e de Vila Franca e o 5.º capitão do donatário da ilha Graciosa, cargos que exerceu entre 1552 e 1563.

## Biografia
Foi filho de D. Álvaro Coutinho, 7.º marechal de Portugal, e de D. Antónia de Lancastre, filha de D. Dinis de Bragança, conde de Lemos e irmão de D. Jaime de Bragança, o 4.º duque de Bragança. Casou com D. Leonor de Menezes.
Foi antecedido nos cargos por seu pai Álvaro Coutinho, tendo-lhe seguido o seu filho Fernando Coutinho.
Passou, por morte do pai, seu homónimo, a 5.º capitão da Graciosa, por carta datada de Lisboa, 16 de abril de 1552.
Muitos autores, entre os quais D. António Caetano de Sousa e Manso de Lima afirmarem que D. Fernando Coutinho acompanhou o rei D. Sebastião a Marrocos, tendo morrido na batalha de Alcácer-Quibir, está documentalmente provado que faleceu em 1565 (ou 1566). Quando faleceu, o seu filho  D. Fernando Coutinho estaria ainda então no ventre de sua mãe, nascendo póstumo.